# Ambrose H. Sevier
Ambrose Hundley Sevier, född 4 november 1801 i Greene County, Tennessee, död 31 december 1848 i Pulaski County, Arkansas, var en amerikansk demokratisk politiker. Han representerade delstaten Arkansas i USA:s senat 18 september 1836–15 mars 1848.
Sevier studerade juridik och inledde 1823 sin karriär som advokat i Arkansasterritoriet. Han var 1827 talman i Arkansasterritoriets representanthus. Han representerade Arkansasterritoriet som en icke röstberättigad delegat i USA:s kongress 1828-1836. När Arkansas 1836 blev delstat, valdes Sevier och William S. Fulton till de två första senatorerna. Han fick 1848 i uppdrag att förhandla fram ett fredsfördrag mellan USA och Mexiko. Han dog senare samma år på sin plantage i närheten av Little Rock.
Guvernörerna i Arkansas James Sevier Conway och Elias Nelson Conway var Seviers kusiner. Sevier County, Arkansas har fått sitt namn efter Ambrose Hundley Sevier.
Seviers grav finns på Mount Holly Cemetery i Little Rock.
Under en dag, 27 december 1845, fick Sevier sköta uppdraget av tillförordnad talman i senaten, president pro tempore of the United States Senate, även om han aldrig egentligen officiellt valdes till den befattningen.